# یاسوفومی نیشیمورا
یاسوفومی نیشیمورا (انگلیسی: Yasufumi Nishimura؛ زادهٔ ۴ نوامبر ۱۹۹۹) بازیکن فوتبال است.
از باشگاه‌هایی که در آن بازی کرده‌است می‌توان به باشگاه فوتبال شیمیزو اس-پالس اشاره کرد.